# Bathycopea oculata
Bathycopea oculata är en kräftdjursart som beskrevs av Michitaka Shimomura 2008. Bathycopea oculata ingår i släktet Bathycopea och familjen Ancinidae. Inga underarter finns listade i Catalogue of Life.